# 1835 en arts plastiques
| Années des arts plastiques : 1832 - 1833 - 1834 - 1835 - 1836 - 1837 - 1838    |
| Décennies des arts plastiques : 1800 - 1810 - 1820 - 1830 - 1840 - 1850 - 1860 |

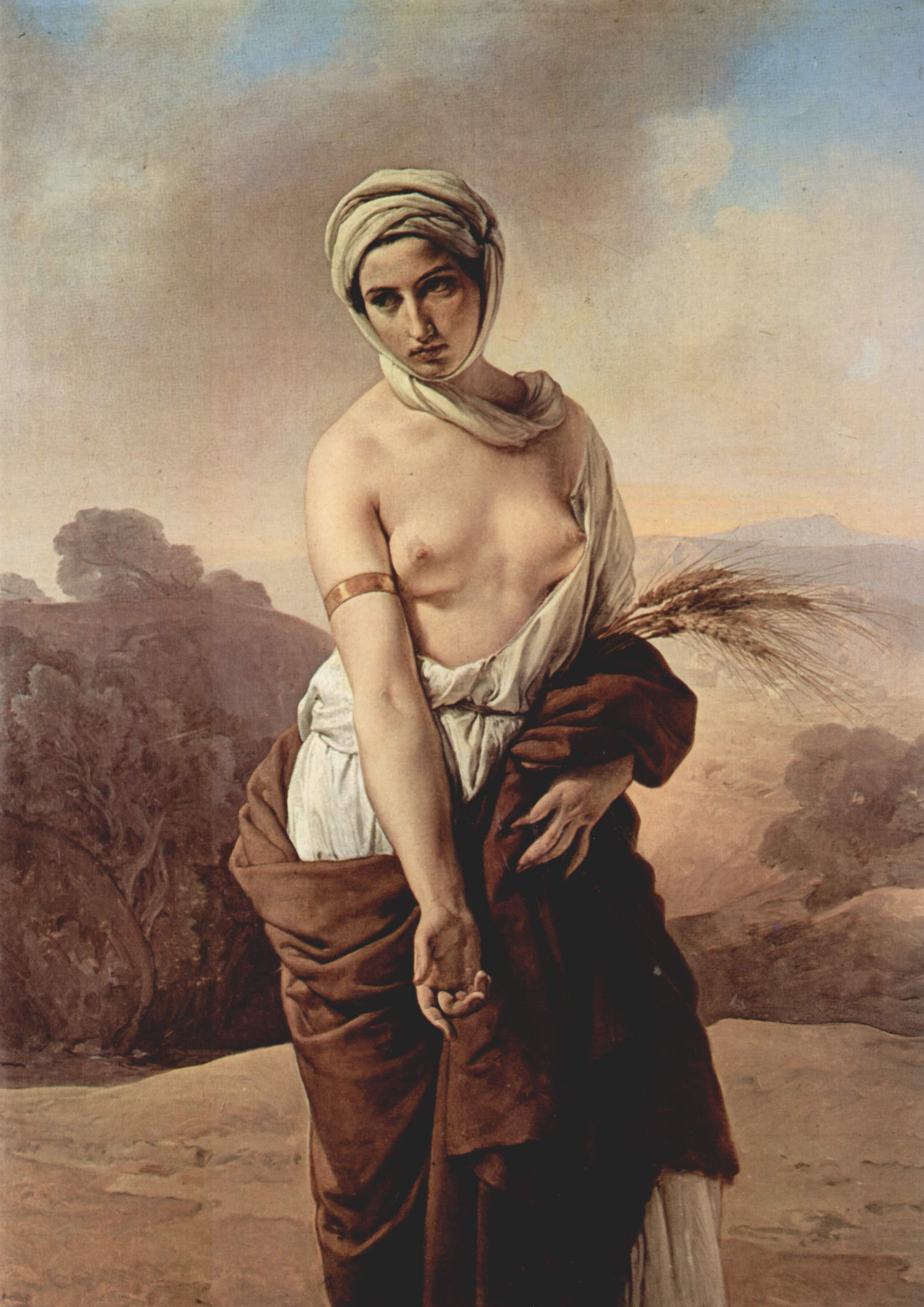
Ruth, toile de Francesco Hayez.

Cette page concerne l'année 1835 en arts plastiques.

## Naissances
- 6 janvier : Heinrich Johann Sinkel, peintre néerlandais († 15 janvier 1908),
- 10 janvier : Emmanuel Bocher, officier, auteur et peintre français († 10 octobre 1919),
- 13 janvier : Vassili Petrovitch Verechtchaguine, peintre d'histoire et de portrait russe († 22 octobre 1909),
- 26 janvier : Georges Sartoris, peintre français († 1er mars 1920),
- 4 février : Shōka, peintre japonais († 29 décembre 1887),
- 19 février : Emmanuel Lansyer, peintre français († 21 octobre 1893),
- 23 février : Bernardo Celentano, peintre italien († 28 juillet 1863),
- 25 février : Michele Cammarano, peintre italien († 15 septembre 1920),
- 27 février : Hippolyte Sinet, peintre français († 20 février 1920),
- 23 mars : Alexeï Korzoukhine, peintre russe († 30 octobre 1894),
- 26 mars : Aleksandre Litovtchenko, peintre russe († 28 juin 1890),
- 12 mai : Raphaël Ponson, peintre français († 31 janvier 1904),
- 29 mai : Alexandre Morozov, peintre russe, membre de l'Académie impériale des beaux-arts († 11 décembre 1904),
- 12 juin : Alphonse Monchablon, peintre français († 30 janvier 1907),
- 23 juin : Jean Émile Renié, peintre français († 1910),
- 2 août : Léon Auguste Tourny, peintre français † 2 août 1911),
- 18 août : Telemaco Signorini, peintre italien († 10 février 1901),
- 13 septembre :
  - Hélène Pourra, peintre française († 13 novembre 1911),
  - Gustaf Rydberg, peintre de paysages suédois († 11 octobre 1933),
- 28 septembre : Heinrich Lauenstein, peintre allemand († 16 mai 1910),
- 10 octobre : François Binjé, peintre belge († 10 mai 1900),
- 13 octobre : François-Alfred Delobbe, peintre naturaliste français († 10 février 1920),
- 23 octobre : Stanislas Lépine, peintre paysagiste français († 28 septembre 1892),
- 13 novembre : Alexandre Rachmiel, peintre français († 1er avril 1918),
- 13 décembre : Pere Borrell del Caso, peintre, aquarelliste et graveur espagnol († 16 mai 1910),
- 24 décembre : René Antoine Vinchon, peintre français († 14 novembre 1910),
- ? : Luigi Crosio, peintre italien († 1915).

## Décès
- 12 janvier : Pierre Joseph Lafontaine, peintre belge (° 18 juillet 1758),
- 16 janvier : Charles Nicolas Lafond, peintre français (° 1774),
- 20 mars : Léopold Robert, graveur et peintre d'origine suisse (° 13 mai 1794),
- 1er avril : Bartolomeo Pinelli, peintre italien (° 20 novembre 1781),
- 4 avril : Hippolyte Poterlet, peintre, et graveur français (° 29 mai 1803),
- 25 avril : Godefroy Engelmann, artiste dessinateur et imprimeur lithographe français († 17 août 1788),
- 4 juin : Robert Bowyer, peintre britannique (° 18 juin 1758),
- 22 juillet : Vitale Sala, peintre italien (° 17 avril 1803),
- 13 août : Samuel William Reynolds, peintre et graveur britannique (° 4 juillet 1773),
- 16 août : Jean-Baptiste Mallet, peintre français (° 1759),
- 2 octobre : Franz Burchard Dörbeck, artiste et caricaturiste germano-balte (° 21 février 1799),
- 3 novembre : Giacomo Guardi, peintre italien (° 13 avril 1764),
- 16 septembre : Johann Nepomuk Hoechle, peintre et lithographe autrichien (° 16 septembre 1790),

- ? : 
  - Amédée Maulet, graveur, peintre, dessinateur et lithographe français (° 1810),
  - José Ribelles, graveur et peintre espagnol (° 1778),

- Vers 1835 :  Giuseppe Pirovani, peintre italien de la période néoclassique (° vers 1755).